# 张泽保
张泽保（1966年—），河南信阳人。男，回族。加入中国共产党。上海同济大学道路工程专业毕业。
曾任河南东方今典集团有限公司董事局主席。2013年，当选为第十二届全国人民代表大会河南地区代表。因涉嫌严重违纪，2014年9月26日，河南省第十二届人大常委会第十次会议决定接受其辞去第十二届全国人民代表大会代表职务，已被河南省纪委实行“双规”措施。